# Бесик, Флориан
Флориан Бесик (пол. Florian Biesik; 1849? — 1926?) — польский железнодорожный чиновник, работавший в Триесте, автор многочисленных сочинений на родном вилямовском языке, в том числе самого заметного из них под названием «Of jer wełt» («На том свете»), созданного по подобию «Божественной комедии» Данте.

## Биография
Родился в Вилямовице. Его поэмы и личные письма сегодня являются литературным памятником культуры Вилямовиц. В своих произведениях использовал собственное правописание, основанное на польском алфавите, так как считал, что немецкий алфавит не подходит для вилямовского языка.